# TIX
Andreas Andresen Haukeland (Bærum, 12 april 1993), beter bekend als TIX, is een Noorse zanger, producer en songwriter. Hij vertegenwoordigde Noorwegen op het Eurovisiesongfestival 2021 met het nummer Fallen Angel.

## Biografie
TIX werd geboren en groeide op in Bærum, Noorwegen. Toen hij vijf jaar was, werd naast ADHD en OCD eveneens het syndroom van Gilles de la Tourette bij hem vastgesteld. Als kind werd hij gepest vanwege zijn tics. Later besloot hij zijn artiestennaam hierop te baseren. Hoewel hij zijn bijnaam omarmde als zijn alter ego, draagt TIX naast zijn kenmerkende hoofdband en bontjas meestal een zonnebril om zijn tics te verbergen.
Met het controversiële nummer Sjeiken 2015 brak TIX door in Noorwegen. De liedtekst was wekenlang onderwerp van debat, terwijl TIX zelf op de kritiek reageerde door een Snapchat-serie te posten waarin hij baadde in geld. In 2016 verscheen zijn debuutalbum Dømt og berømt ('Veroordeeld en beroemd'). Het stond 79 weken in de Noorse hitlijst, met de tweede positie als hoogste positie.
Sinds 2014 heeft TIX tientallen singles uitgebracht, waarvan slechts een handvol op een album verscheen.
In 2021 bracht TIX een kinderboek uit getiteld Den Stygge Andungen (´Het Lelijke Eendje') waarin hij openhartig vertelt over zijn leven. Het boek stond amper twee weken na het verschijnen als bestverkopende non-fictie kinderboek van Noorwegen genoteerd.

## Eurovisiesongfestival
Begin 2021 nam TIX deel aan Melodi Grand Prix, de Noorse preselectie voor het Eurovisiesongfestival. Met het nummer Ut av mørket ('Uit de duisternis') won hij, waardoor TIX zijn vaderland mocht vertegenwoordigen op het Eurovisiesongfestival 2021. De Noorse versie van het nummer werd uitgebracht op 15 januari 2021, de Engelse versie Fallen Angel volgde op 20 februari. Het lied verwijst naar de duisternis waar TIX door zijn depressies en suïcidale gedachten in zou leven. Dankzij een vrouw op wie de ik-persoon verliefd is, breken er betere tijden aan.
Noorse recensenten waren uiterst negatief over het nummer, dat voorspelbaar zou zijn en nooit in aanmerking had mogen komen voor het liedjesfestijn. Het kwam de recensenten op forse kritiek te staan. Hen werd onder meer openbaar pestgedrag verweten. Ook TIX reageerde op de ontstane commotie. In een interview met het Noorse dagblad Dagbladet, dat een van de kritische stukken publiceerde, stelde hij: "Ik vind het raar, vooral in deze tijd, dat je op de Noorse cultuur pist. Er zijn er maar zo weinig die de mogelijkheid hebben om cultuur te brengen, dus laat degenen die de kans krijgen het proberen." Ondanks de kritiek kwam de Noorse versie van het lied binnen op nummer 1, de Engelse versie op nummer 3.
Hoewel hij aangaf zich niet bezig te houden met de uitslag, barstte TIX in tranen uit toen tijdens de halve finale op 18 mei 2021 bekend werd gemaakt dat hij de finale had gehaald. Na afloop zei hij vooral blij te zijn dat hij nog een keer zijn verhaal over mentale gezondheid aan het publiek kwijt kan. "Dat is de enige reden dat ik hier ben", stelde hij. In zijn thuisland vroegen sommigen zich hardop af waarom TIX tijdens de halve finale zijn zonnebril had afgezet en of hij zijn tics wellicht in scene had gezet. In een interview ontkende hij dit door uit te leggen dat zowel de stress als het podiumlicht ervoor zorgden dat de tics toenamen.
TIX schreef Fallen Angel samen met zijn broer Mathias en de Noorse zangeres Emelie Hollow. Naast dat ze een veelgevraagd songwriter is, heeft Hollow ook een eigen muzikale carrière. Voor de NRK-serie HAIK verraste ze TIX door in het Vigeland Museum in Oslo een pianoversie van hun lied ten gehore te brengen. Aan het einde van haar performance voegde Hollow er een couplet aan toe. In het Noors verwees ze naar de suïcidale gedachten van TIX: "Maar jij, jij bent geen gevallen engel / Jij bent wat heel Noorwegen nodig heeft / En je moet begrijpen dat we je nooit zullen laten gaan / Want je laat al onze duizend tranen opdrogen en maakt voor ons licht uit de duisternis". Met haar versie, die TIX zichtbaar emotioneerde, kon Hollow rekenen op lovende kritieken. Op 21 mei, in de week van het Eurovisiesongfestival, kwam deze uit in digitale vorm.
Fallen Angel haalde de finale, waar het 18de op 26 landen werd.

## Privéleven
Sinds zijn doorbraak worstelt TIX met eenzaamheid, depressies en suïcidale gedachten. In het televisieprogramma Lindmo vertelde hij huilend aan tv-presentatrice Anne Lindmo dat hij een afscheidsbrief schreef en een testament opmaakte. "Ik zat op de grond en huilde. Ik was zo bang", aldus TIX, "Tegen mijn kat die binnenkwam zei ik: "Geen van mijn vrienden begrijpt dat ik problemen heb. Enkel ik. Dus wat gaan we nu doen? Ik wil niet leven, maar ik wil ook niet dood."" Hier schreef hij vervolgens het nummer Jeg vil ikke leve ('Ik wil niet leven') over.
1960: Nora Brockstedt · 
1961: Nora Brockstedt · 
1962: Inger Jacobsen · 
1963: Anita Thallaug · 
1964: Arne Bendiksen · 
1965: Kirsti Sparboe · 
1966: Åse Kleveland · 
1967: Kirsti Sparboe · 
1968: Odd Børre · 
1969: Kirsti Sparboe · 
1971: Hanne Krogh · 
1972: Grethe Kausland & Benny Borg · 
1973: Bendik Singers · 
1974: Anne-Karine Strøm & Bendik Singers · 
1975: Ellen Nikolaysen · 
1976: Anne-Karine Strøm · 
1977: Anita Skorgan · 
1978: Jahn Teigen · 
1979: Anita Skorgan · 
1980: Sverre Kjelsberg & Mattis Hætta · 
1981: Finn Kalvik · 
1982: Jahn Teigen & Anita Skorgan · 
1983: Jahn Teigen · 
1984: Dollie de Luxe · 
1985: Bobbysocks · 
1986: Ketil Stokkan · 
1987: Kate Gulbrandsen · 
1988: Karoline Krüger · 
1989: Britt Synnøve Johansen · 
1990: Ketil Stokkan · 
1991: Just 4 Fun · 
1992: Merethe Trøan · 
1993: Silje Vige · 
1994: Elisabeth Andreassen & Jan Werner Danielsen · 
1995: Secret Garden · 
1996: Elisabeth Andreassen · 
1997: Tor Endresen · 
1998: Lars Fredriksen · 
1999: Stig Van Eijk · 
2000: Charmed · 
2001: Haldor Lægreid · 
2003: Jostein Hasselgård · 
2004: Knut Anders Sørum · 
2005: Wig Wam · 
2006: Christine Guldbrandsen · 
2007: Guri Schanke · 
2008: Maria Haukaas Storeng · 
2009: Alexander Rybak · 
2010: Didrik Solli-Tangen · 
2011: Stella Mwangi · 
2012: Tooji · 
2013: Margaret Berger · 
2014: Carl Espen · 
2015: Mørland & Debrah Scarlett · 
2016: Agnete · 
2017: JOWST feat. Aleksander Walmann · 
2018: Alexander Rybak · 
2019: KEiiNO · 
2021: Tix · 
2022: Subwoolfer · 
2023: Alessandra · 
2024: Gåte ·
2025: Kyle Alessandro